# Матилда Лудовика Баварска
Матилда Лудовика Баварска (на немски: Mathilde Ludovika Herzogin in Bayern (Spatz); * 30 септември 1843, дворец Посенхофен, Пьокинг, Горна Бавария; † 18 юни 1925, Мюнхен) от рода Вителсбах, е херцогиня на Бавария, по съпруг – принцеса на Двете Сицилии и графиня на Трани.

## Произход
Тя е четвъртата дъщеря на херцог Максимилиан Йозеф Баварски (1808 – 1888) и съпругата му Лудовика Баварска (1808 – 1892), която е най-малката дъщеря на баварския крал Максимилиан I Йозеф и на принцеса Каролина Баденска. Матилда е по-малка сестра на австрийската императрица Елизабет (Сиси) (1837 – 1898), омъжена през 1854 г. за австрийския император Франц Йосиф I. Другата ѝ сестра Мария-София (1841 – 1925) е кралица на Двете Сицилии, омъжена през 1859 г. за Франческо II, крал на Двете Сицилии.

## Брак с Лудвиг Бурбон-Сицилиански
Матилда Лудовика се омъжва на 5 юни 1861 г. в Мюнхен за принц Лудвиг Бурбон-Сицилиански (Луиджи Бурбон от Двете Сицилии, граф де Трани; * 1 август 1838, Неапол; † 8 юни 1886, Париж), полубрат на крал Франческо II, и най-големият син на крал Фердинанд II (1810 – 1859) и втората му съпруга ерцхерцогиня Мария Тереза Австрийска (1816 – 1867).
През първите години на брака си Матилда прекарва повечето време със сестра Мария-София в Рим, където вероятно има афера с млад офицер. Почти през целия си живот тя живее отделно от съпруга си, който ѝ изневерява и вероятно е зависим от алкохола.
Матилда пътешества сама или заедно със сестрите си Мария-София и Елизабет. Често е с тях в Париж, Фелдафинг и Баден-Баден. Съпругът ѝ умира през 1886 г.
- Матилда Баварска
- Лудвиг Бурбон-Сицилиански
- Герб де Трани

## Последни години
През Първата световна война Матилда живее в Швейцария, по-късно отново е с по-голямата си сестра Мария в Мюнхен.
Матилда Лудовика Баварска умира на 18 юни 1925 г. на 81 години в Мюнхен. Гробът ѝ е в старата част на гробището Валдфридхоф в Мюнхен.

## Деца
Матилда и Лудвиг имат имат една дъщеря:
- Мария-Тереза Бурбон-Сицилианска (* 15 януари 1867, Цюрих; † 1 май 1909, Кан), омъжена на 27 юни 1889 г. в Зигмаринген за княз Вилхелм фон Хоенцолерн (* 7 март 1864; † 22 октомври 1927), най-големия син на княз Леополд фон Хоенцолерн-Зигмаринген (1835 – 1905) и инфанта Антония Мария Португалска (1845 – 1913); имат три деца

## Филм
- „Sisis berühmte Geschwister“, BR-Dokumentarfilm von Bernhard Graf, 2016